# Mauro Bressan
Mauro Bressan (Valdobbiadene, 5 gennaio 1971) è un ex calciatore italiano, di ruolo centrocampista.

## Carriera

### Giocatore
Inizia da bambino nelle file del Barbisano Eclisse, per poi passare al Montebelluna che in quegli anni vantava un settore giovanile di prim'ordine, dove riesce a mettersi in luce e farsi notare dagli osservatori del Milan. Cresce calcisticamente nelle giovanili del Milan degli olandesi dell'inizio degli anni novanta. Non trovando spazio in prima squadra in quanto chiuso dai vari Demetrio Albertini, Alberico Evani e Roberto Donadoni, viene ceduto al Perugia in Serie C1 e subito dopo al Como sempre in Serie C1 dove in poco meno di quattro anni colleziona 58 presenze e 6 reti.
Viene notato dal Foggia e quindi portato in Serie A. In questa stagione colleziona 32 presenze ed una rete. A fine campionato però il Foggia retrocede ed i due anni successivi li passa al Cagliari sempre in massima serie collezionando 41 presenze. Si trasferisce poi a Bari, dove in due anni scende in campo 57 volte segnando una rete.
Nel 1999 è acquistato dalla Fiorentina. Ha fatto parte della rosa viola dal 1999 al 2001, compagno dei vari Gabriel Batistuta, Rui Costa ed Enrico Chiesa. Segnò uno spettacolare gol in rovesciata volante nell'ultima partita della fase a gironi di Champions League contro il Barcellona allo Stadio Artemio Franchi nella stagione 1999-2000: la palla proveniva dall'alto ed era ben fuori dall'area di rigore. La partita finì 3-3 e la Fiorentina si qualificò per la seconda fase a gironi. Questo goal è stato inserito tra i più belli della storia del calcio, in base ad un sondaggio UEFA.
Nel 2001 si trasferisce al Venezia dove gioca per due stagioni con 69 presenze e 2 reti. Nel 2002-2003 gioca 29 partite segnando una rete con la maglia del Genoa. Nel 2003-2004 è ancora al Como fra Serie B e Serie C1; ci rimane due anni e colleziona 50 presenze e 2 reti. Nel 2005-2006 si trasferisce in Svizzera. Dal 2005 al 2007 è al Lugano, dove scende in campo 59 volte segnando 2 reti nella seconda serie svizzera. Conclude la sua carriera calcistica nel Chiasso, disputando due stagioni nella Prima Lega del campionato di calcio svizzero.

### Dirigente
Il 2 maggio 2011 ha ottenuto la qualifica di direttore sportivo.
Nel 2018 fondata la Nfa - National Football Academy, un'accademia per giovani calciatori dai 6 ai 14 anni con dei corsi estivi a Jesolo.

## Calcioscommesse
Il 1º giugno 2011 viene disposta a suo carico un'ordinanza di custodia cautelare nell'ambito di una inchiesta riguardante il calcioscommesse e il condizionamento di alcuni incontri di Serie B e di Lega Pro. Il 9 agosto seguente viene squalificato a 3 anni e 6 mesi dalla Commissione Disciplinare della Figc  senza fare ricorso.
Il 9 febbraio 2015 la procura di Cremona termina le indagini e formula per lui e altri indagati le accuse di associazione a delinquere e frode sportiva.
Nel luglio 2019 il tribunale di Bologna ha dichiarato estinta l'accusa di partecipazione ad associazione a delinquere per Bressan e per altri 25 imputati.

## Palmarès
- Coppa Italia: 1

Fiorentina: 2000-2001